# Karl von Hillinger
Karl Hillinger (seit 1883: Ritter von Traunwald) (* 17. November 1828 in Kaufing bei Schwanenstadt; † 14. Mai 1906 in Klagenfurt) war ein österreichischer Kammerpräsident und Politiker.

## Leben
Hillinger war der Sohn des Fleischhauers Franz Hillinger und dessen Ehefrau Anna Maria geb. Schönlechner (1783–1869). Er war römisch-katholisch und heiratete am 17. Oktober 1862 Maria Fischer (* 2. Juli 1840; † 12. Januar 1902). Aus der Ehe gingen zwei Söhne und zwei Töchter hervor.
Hillinger absolvierte ein juridisches und bergmännisches Studium und war ab 1857 k.k. Markscheider bei der Berghauptmannschaft in Klagenfurt. Im Jahr 1863 wurde er Bergwerksleiter des Bistums Gurk in Zwischenwässern und 1868 Graf Egger'scher Werks- und Güterinspektor mit Wohnsitz Klagenfurt. 1894 ging er in Pension.
Er war Ausschussmitglied der Kärntner Sparkasse und von 1870 bis 1874 Vizepräsident sowie von 1874 bis 1902 Präsident der Handels- und Gewerbekammer Klagenfurt. Er war auch Vizebürgermeister von Klagenfurt und Mitglied des Klagenfurter Männergesangvereins.
Vom 18. Februar 1867 bis zu seinem Tod am 14. Mai 1906 war er Abgeordneter im Kärntner Landtag. Er gehörte dem Klub Deutschliberale an. Im Landtag war er in folgenden Ausschüssen tätig:
- II. Wahlperiode 1867 bis 1870: Mitglied des Finanz-, des Bau- und des volkswirtschaftlichen Ausschusses
- III. Wahlperiode 1870 bis 1871: Mitglied des Landesausschusses, des Finanz- und des Bauausschusses
- IV. Wahlperiode 1871 bis 1877: Mitglied des Landesausschusses; Mitglied des Finanz-, des Bau-, des juridisch-politischen, des Irrenhaus-, des Gailregulierungs- und des Eisenbahnausschusses
- V. Wahlperiode 1878 bis 1884 HGK: Mitglied des Landesausschusses; Mitglied des Finanz-, des Bau-, des juridisch-politischen und des Drauregulierungsausschusses
- VI. Wahlperiode 1884 bis 1890: Mitglied des Finanz-, des Jubiläums- und des Bauausschusses; Mitglied des Landesausschusses, vom 9. September 1884 bis zum 16. Januar 1897 Landeshauptmann-Stellvertreter
- VII. Wahlperiode 1890 bis 1896: Mitglied des Finanzausschusses und der Sonderausschüsse für Eisenbahn, Landtagswahlreform, Krankenhaus-Neubau und Kaiserjubiläum
- VIII. Wahlperiode 1897 bis 1902: Mitglied des Finanzausschusses
- IX. Wahlperiode 1903 bis 1906: Mitglied des Landesausschusses

Er ist auf dem Friedhof Annabichl begraben.

## Auszeichnungen
- 1872 Ritterkreuz des Franz-Joseph-Ordens
- 1880 Ernennung zum Bergrat
- 1882 Orden der Eisernen Krone III. Klasse
- 1883 Erhebung in den erblichen Adelsstand
- 1900 Oberbergrat